# Viggo Kampmann
Olfert Viggo Fischer Kampmann, född 21 juli 1910 i Frederiksberg, Danmark, död 3 juni 1976 i Köpenhamn, var en dansk socialdemokrat och Danmarks statsminister 1960–1962. Han var bror till författaren Leck Fischer.
Han avlade cand.polit.-examen år 1934. I september 1950 blev han finansminister i Hans Hedtofts första regering, men avgick tillsammans med de övriga i regeringen strax därefter. 1953 blev han åter finansminister, nu i H.C. Hansens regering.
Efter H.C. Hansens död i februari 1960 övertog han ordförandeposten i  Socialdemokratiet och blev statsminister. Han innehade posten mellan den 21 februari och 18 november 1960 då hans regering sprack, men fortsatte omedelbart på posten efter en regeringsombildning där socialdemokraterna och Radikale Venstre samarbetade. Kampmann avgick den 3 september 1962 efter hjärtproblem och överlämnade posten till Jens Otto Krag.
Mellan 1962 och 1966 var han redaktör för socialdemokraternas tidskrift Verdens Gang. Hans självbiografi Mit forhenværende liv publicerades 1971 och två år senare kom boken Seks socialdemokratiske statsministre, skildret af den syvende som porträtterar sex tidigare socialdemokratiska statsministrar.
Omsättningsskatten, som föregick momsen, introducerades av Kampmann. Han blev under sin aktiva period känd för sin stora arbetskapacitet.
Hans son Jens Kampmann innehade flera ministerposter under 1970-talet.